# Verrès
Verrès – miejscowość i gmina we Włoszech, w regionie Dolina Aosty, u wylotu doliny Val d'Ayas.
Według danych na styczeń 2009 gminę zamieszkiwało 2745 osób przy gęstości zaludnienia 334,3 os./1 km².